# Alejandro Casañas
Alejandro Casañas (La Habana, Cuba, 29 de enero de 1954) es un atleta cubano retirado, especializado en la prueba de 110 m vallas en la que llegó a ser por dos ocasiones subcampeón olímpico, en 1976 y 1980. Fue además en 1977 campeón de la Universiadas mundiales de Sofía, Bulgaria, donde implantó récord mundial de 13.21 s.
Resultó medallista de las dos primeras Copas del mundo de atletismo desarrolladas en 1977 y 1979, plata y bronce respectivamente.

## Carrera deportiva
En los JJ. OO. de Moscú 1980 ganó la medalla de plata en los 110 metros vallas, con un tiempo de 13.40 segundos, llegando a meta tras el alemán Thomas Munkelt y por delante del soviético Aleksandr Puchkov (bronce con 13.44 segundos).